# Crinum macowanii
Crinum macowanii es una planta herbácea perteneciente a la familia de las amarilidáceas. Es originaria de Sudáfrica.

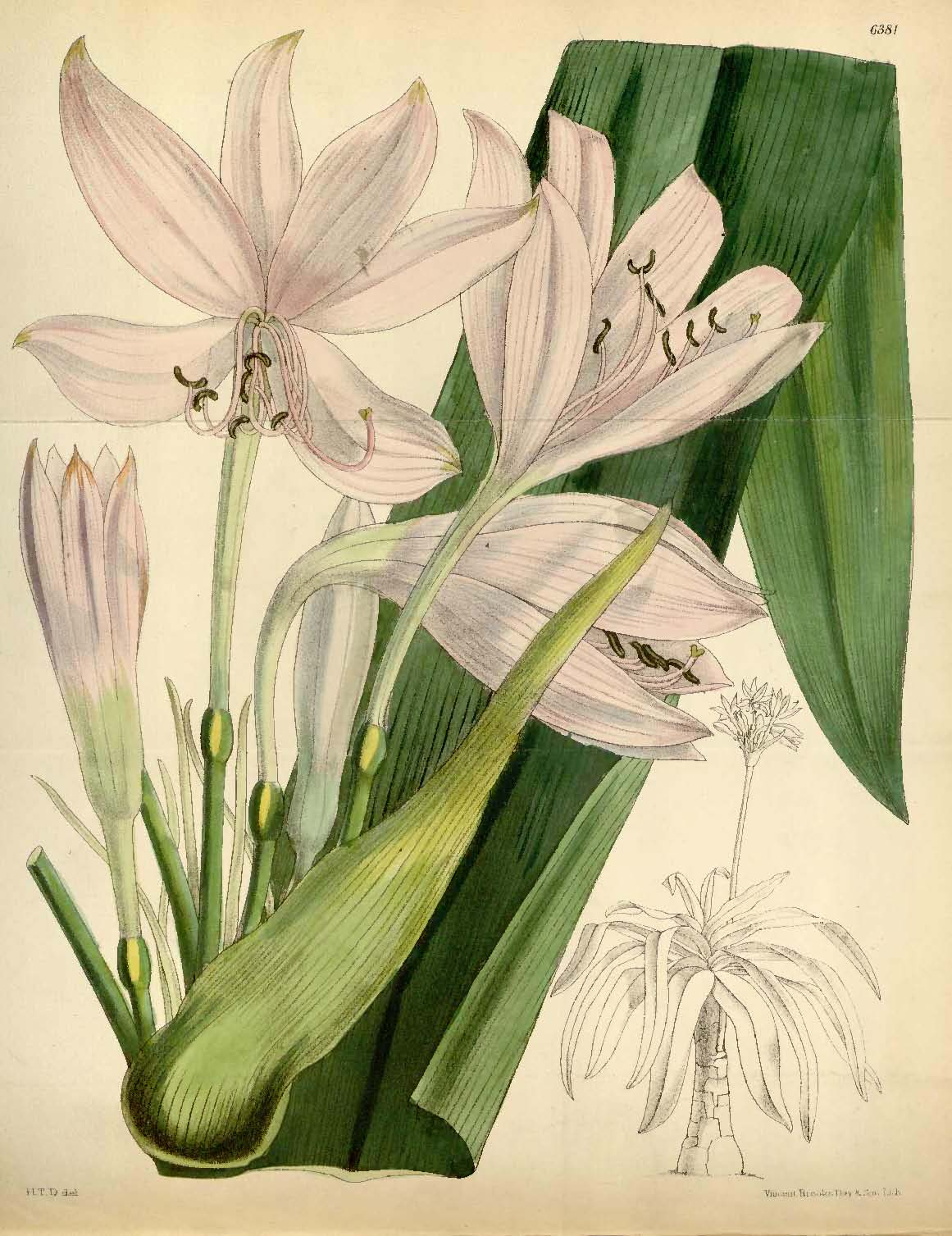
Ilustración

## Descripción
Es una planta herbácea con un bulbo de 10-25 cm de diámetro. Hojas glaucas, anchamente lanceoladas, de 10-60 x 40-10 cm, ± postradas. La inflorescencia con 6-10 flores, subsésiles a pediceladas, muy perfumadas, de color rosa verde en la yema; tubo verde a púrpura, curvado, de 8-12 cm de largo, segmentos del perianto blanco con una rosa pálido en la banda dorsal, anchamente lanceoladas,  formando una campana. Semillas de color verde, cubiertas con una membrana de  color gris plateado.

## Distribución
Se encuentra muy extendida en la parte oriental del sur de África desde Namibia a Sudáfrica.

## Taxonomía
Crinum macowanii fue descrita por el botánico inglés, John Gilbert Baker y publicado en The Gardeners' Chronicle & Agricultural Gazette (1): 298, en el año 1878.
Etimología
Crinum: nombre genérico que deriva del griego: krinon = "un lirio".
macowanii: epíteto otorgado en honor del botánico Peter MacOwan.
Sinonimia
- Crinum corradii Chiov. ex Chiarugi
- Crinum gouwsii Traub
- Crinum johnstonii Baker
- Crinum macowanii subsp. confusum I.Verd.
- Crinum pedicellatum Pax[6]